# Germano Pierdomenico
Germano Pierdomenico (Torrevecchia Teatina, Provincia de Chieti, 6 de diciembre del 1967) es un ciclista y posteriormente director deportivo italiano.

## Palmarés
1989
- - 1º en la Coppa Fiera di Mercatale

1991
- - Vencedor de una etapa en el Gran Premio Guillermo Tell

1992
- - Vencedor de una etapa al Herald Sun Tour

### Resultados en el Giro de Italia
- 1991. 39.º de la clasificación general
- 1992. 68.º de la clasificación general
- 1997. 36.º de la clasificación general
- 1998. Abandona

### Resultados en laVuelta a España
- 1993. Abandona
- 1996. Abandona